# Calpurnio
Eduardo Pelegrín Martínez de Pisón, conegut com a Calpurnio (Saragossa, 1959 - València, 15 de desembre de 2022) fou un dibuixant de còmics i animador espanyol. La seva obra més coneguda són els còmics de El Bueno de Cuttlas, i és autor, a més, de nombrosos treballs audiovisuals i en arts gràfiques, que inclouen cartells, portades de disc, còmics, exposicions, pel·lícules d'animació.

## Biografia
Va començar la seva carrera a principis dels 80 publicant els seus propis fanzines, en els quals ja dibuixava a l'ara popular personatge: El Bueno de Cuttlas. Cuttlas va fer la seva aparició al fanzine "El japo" (Saragossa, 1982); va trobar la seva primera mort l'any 1989 a les pàgines de la revista Makoki, reapareixent l'any 1994 en el periòdic espanyol El País, fins a la seva segona mort el 2001. Des de l'any 2004 Cuttlas és personatge fix en el periòdic gratuït 20 minutos, en l'edició digital del qual es poden veure's més de 300 dels seus còmics, publicats sota llicència Creative Commons. Les seves historietes s'han publicat a Espanya, França, Brasil i al Japó.
Amb el seu personatge emblemàtic, Cuttlas, ninot minimalista concebut amb traços simples i estil naïf, Calpurnio ens relata les inquietuds i aventures d'un vaquer que, situat a l'època actual, alterna els duels a mort i les historietes d'aventures i acció amb les seves meditacions sobre l'existència, les relacions humanes, la ciència i l'art.
Calpurnio ha estat col·laborador habitual en revistes de còmics (Makoki, El Víbora, la japonesa Morning i el magazine brasiler "Animal"), revistes (Interviú) i premsa diària (Heraldo de Aragón, El País, 20 minutos).
Va escriure i va dirigir a la República Txeca (1990-93) dos curtmetratges basats en els seus personatges, i va dirigir a Espanya una sèrie de 13 episodis per a televisió anomenada Cuttlas Microfilms'.
L'any 1997 comença la seva activitat com VJ' sota el nom de ERRORvideo, dedicant-se a produir videocreacions basades en imatges en general abstractes, amb una forta influència del seu treball en l'animació tradicional. Ha presentat els seus treballs en diversos festivals de música electrònica, i ha col·laborat amb músics com Mad Professor, o el grup de rock electrònic Neotokyo.
Calpurnio és autor, a més, d'innombrables pòsters, portades de disc, murals, imatge publicitària.

## Obra
- El Bueno de Cuttlas contra Los Malos (Ed. Makoki, 1991)
- Proyecto X (Un mensaje marciano transcrito por CALPURNIO) (El pregronero.1994)
- El Bueno de Cuttlas (Ed. El País-Aguilar, 1996)
- El Hombre del Oeste (Ed. Glénat, 1999)
- El Pistolero Molecular (Ed. Glénat, 2000)
- El Signo de los Tiempos (Ed.Glénat,2002)
- Esto No Es Un Cómic (Ed. Glénat, 2007)
- Solo Somos Monigotes (Ed. Glenat, 2009)
- Cuttlas - INTEGRAL 1 (Ed. Glenat, 2010)
- Cuttlas - INTEGRAL 2 (Ed. Glenat, 2011)
- 2012: Nuevas Hazañas Bélicas nº 12: ¡Pánico en La Muela. La batalla de Teruel con pelos, señales y muertos. Guió de Hernán Migoya.

## Pel·lícules
- El Bueno de Cuttlas 9 min., 1990 (35 mm.) Gran premi al XXXIV Festival Internacional de Cine de Bilbao (1992). Primer premi al Festival de Cine per nens de Zlin (República Txeca, 1991).
- Con cien cañones por banda 25 min., 1991 (35 mm.) Premi del públic a la XXV Muestra Cinematográfica del Atlántico (Cadiz, 1993). Menció Especial del Jurat en el FIPA (Cannes, 1993).
- Sèrie per televisió: CUTTLAS MICROFILMS, 1995-96. 13 episodios x 22 ' (vídeo)